# Hustle (film 2022)
Hustle è un film del 2022 diretto da Jeremiah Zagar.

## Trama
Stanley Sugerman   è un ex giocatore di pallacanestro, oggi importante osservatore per i Philadelphia 76ers che sta vivendo una fase difficile della propria vita e della propria carriera. Grazie a un tenace lavoro di scouting, raggiunge il posto di assistant coach, ma con l'improvvisa morte del presidente della squadra, l'unica persona che lo stimasse veramente, viene messo all'angolo dalla nuova dirigenza presieduta dal figlio Vince Merrick, che lo manda nuovamente alla ricerca di nuovi talenti. In Spagna, casualmente, viene a conoscenza di Bo Cruz, un ragazzo dal passato difficile, nel quale lui intravede un talento cristallino: deciderà di scommettere tutto su di lui, tagliando i ponti con i 76ers per diventare il suo allenatore e procuratore personale. Lo scopo che Stanley si prefigge è allo stesso tempo ambizioso e arduo: farlo arrivare nell'NBA.

## Distribuzione
Dopo una distribuzione limitata nei cinema statunitensi il 3 giugno 2022, la pellicola è stata distribuita da Netflix a partire dall'8 giugno dello stesso anno nei paesi in cui il servizio è disponibile, tra cui l'Italia.